# Pishaj
Pishaj è una frazione del comune di Gramsh in Albania (prefettura di Elbasan).
Fino alla riforma amministrativa del 2015 era comune autonomo, dopo la riforma è stato accorpato, insieme agli ex-comuni di Kukur, Kushovë, Kodovjat, Lenie, Poroçan, Skënderbegas, Sult e Tunjë a costituire la municipalità di Gramsh.

## Località
Il comune era formato dall'insieme delle seguenti località:
- Pishaj
- Shemrize
- Ostenth
- Gurrez
- Cerunje
- Cekin
- Qerret
- Kocaj
- Vine
- Drize
- Cingar i Siperm
- Cingar i Poshtem
- Galigat
- Kotorr
- Gjergjovine
- Strore
- Liras
- Tervo